# Höcshang
Höcshang (hangul: 회창군, Höcshang-kun, handzsa: 檜倉郡, RR: Hoech'ang-kun, ’hinokis magtár’) megye Észak-Koreában, Dél-Phjongan (P'yŏngan) tartományban. 1952-ben hozták létre és emelték megyei rangra.

## Földrajza
Északról Szongcshon (Sŏngch'ŏn) megye, északkeletről Sinjang (Sinyang) megye, keletről Jangdok (Yangdŏk) megye, délkeletről és délről az Észak-Hvanghe (Hwanghae) tartománybeli Sinphjong (Sinp'yŏng) és Jonszan (Yŏnsan) megyék, nyugatról Phenjan (P'yŏngyang) Kangdong (Kangdong) megyéje határolja.
Legmagasabb pontja az 1181 méter magas Sirubong (시루봉; 시루峯, Sirubong).

## Közigazgatása
1 községből (up (ŭp)), 16 faluból (ri (ri))és 4 munkásnegyedből (rodongdzsagu (rodongjagu)) áll:
| - Höcshang-up (회창읍; 檜倉邑, Hoech'ang-ŭp) - Pengnjong-rodongdzsagu (백령로동자구; 百靈勞動者區, Paekryŏng-rodongjagu) - Szokhang-rodongdzsagu (석항로동자구; 石抗勞動者區, Sŏkhang-rodongjagu) - Sindzsak-rodongdzsagu (신작로동자구; 新作勞動者區, Sinjak-rodongjagu) - Hvadzson-rodongdzsagu (화전로동자구; 火田勞動者區, Hwajŏn-rodongjagu) - Kaun-ri (가운리; 佳雲里, Kaun-ri) - Kurjong-ri (구룡리; 九龍里, Kuryong-ri) - Nedong-ri (내동리; 內洞里, Naedong-ri) - Tegok-ri (대곡리; 大谷里, Taegok-ri) - Tedok-ri (대덕리; 大德里, Taedŏk-ri) | - Tebong-ri (대봉리; 大峯里, Taebong-ri) - Tongnjon-ri (덕련리; 德連里, Tŏkryŏn-ri) - Muno-ri (문어리; 文語里, Munŏ-ri) - Szongdong-ri (송동리; 松洞里, Songdong-ri) - Szungin-ri (숭인리; 崇仁里, Sungin-ri) - Sinszong-ri (신성리; 新成里, Sinsŏng-ri) - Jangcshun-ri (양춘리; 陽春里, Yangch'un-ri) - Csongszan-ri (정산리; 靜山里, Chŏngsan-ri) - Csidong-ri (지동리; 芝洞里, Chidong-ri) - Thegin-ri (택인리; 擇仁里, T'aegin-ri) - Höun-ri (회운리; 回雲里, Hoeun-ri) |

## Gazdaság
Höcshang (Hoech'ang) megye gazdasága bányaiparra és földművelésre, főként retek, kínai kel és uborka termesztésére épül.

## Oktatás
Höcshang (Hoech'ang) megye, 1 bányászati főiskolának, ismeretlen számú középiskolának, emellett kb. kb. 30 egyéb oktatási és művelődési intézménynek ad otthont.

## Egészségügy
A megye számos egészségügyi intézménnyel rendelkezik, köztük 1 megyei és kb. 30 helyi kórházzal.

## Közlekedés
A megye közutakon a szomszédos helységek felől közelíthető meg. A megye vasúti kapcsolatokkal nem rendelkezik.